# Morti nel 2019/Maggio
| Questa pagina contiene informazioni ricavate automaticamente dalle voci biografiche con l'ausilio del template Bio e di un bot. L'aggiornamento è periodico e automatico e ricostruisce completamente la pagina. Se manca una persona in questa lista, sei pregato di non aggiungerla, ma accertati piuttosto che la sua voce biografica contenga il template Bio e che i dati anagrafici siano correttamente compilati. Se il template Bio manca, inseriscilo tu stesso o, in alternativa, metti l'avviso {{tmp\|Bio}} che ne segnala la mancanza. Se i dati riportati sono sbagliati, correggi direttamente la voce biografica; le modifiche saranno visibili in questa lista entro pochi giorni. Per chiarimenti vedi il progetto biografie. La lista contiene solo le 176 persone che sono citate nell'enciclopedia e per le quali è stato implementato correttamente il template Bio. Pagina aggiornata al 18 ago 2025. |

- 1º maggio - Dinko Dermendžiev, allenatore di calcio e calciatore bulgaro (n. 1941)
- 1º maggio - Alessandra Panaro, attrice italiana (n. 1939)
- 2 maggio - Michel Crauste, rugbista a 15, allenatore di rugby a 15 e dirigente sportivo francese (n. 1934)
- 2 maggio - Nicola Dioguardi, medico e schermidore italiano (n. 1921)
- 2 maggio - Fatimih Dávila, attrice uruguaiana (n. 1988)
- 2 maggio - Rafael Hernández Colón, politico portoricano (n. 1936)
- 2 maggio - Red Kelly, hockeista su ghiaccio e allenatore di hockey su ghiaccio canadese (n. 1927)
- 2 maggio - Ugo Leonzio, scrittore e drammaturgo italiano (n. 1941)
- 3 maggio - George Hallaq, cestista iracheno (n. 1928)
- 3 maggio - Chuck Kinder, scrittore statunitense (n. 1946)
- 3 maggio - Gorō Shimura, matematico giapponese (n. 1930)
- 4 maggio - Lojzka Bratuž, slavista e saggista slovena (n. 1934)
- 4 maggio - James B. Cobb Jr., chitarrista, tastierista e cantante statunitense (n. 1944)
- 4 maggio - Salvatore Corallo, politico italiano (n. 1928)
- 4 maggio - MacArthur Lane, giocatore di football americano statunitense (n. 1942)
- 5 maggio - Remo Bracchi, religioso, poeta e glottologo italiano (n. 1943)
- 5 maggio - Philippe Carrese, regista, disegnatore e scrittore francese (n. 1956)
- 5 maggio - Giorgio Draskovic, produttore cinematografico italiano (n. 1949)
- 5 maggio - Henry E. Holt, astronomo statunitense (n. 1929)
- 5 maggio - Dagmar Hubálková, cestista cecoslovacca (n. 1932)
- 5 maggio - Dick Retherford, cestista statunitense (n. 1930)
- 5 maggio - Roberto Visconti, politico e architetto italiano (n. 1930)
- 6 maggio - Max Azria, stilista francese (n. 1949)
- 6 maggio - Umberto Buscioni, pittore italiano (n. 1931)
- 6 maggio - Mario Fabbri, magistrato italiano (n. 1932)
- 6 maggio - Pierre Riché, storico francese (n. 1921)
- 7 maggio - Pedro Gamarro, pugile venezuelano (n. 1955)
- 7 maggio - Boris Kušner, matematico, poeta e saggista russo (n. 1941)
- 7 maggio - Héctor Santos, calciatore uruguaiano (n. 1944)
- 7 maggio - Adam Svoboda, hockeista su ghiaccio ceco (n. 1978)
- 7 maggio - Arnaldo Taurisano, allenatore di pallacanestro italiano (n. 1933)
- 7 maggio - Jean Vanier, filosofo e filantropo canadese (n. 1928)
- 7 maggio - Michael Wessing, giavellottista tedesco (n. 1952)
- 8 maggio - Bruno Cattaneo, attore, doppiatore e direttore del doppiaggio italiano (n. 1938)
- 8 maggio - Sprent Dabwido, politico nauruano (n. 1972)
- 8 maggio - Gene Reeves, storico delle religioni statunitense (n. 1933)
- 9 maggio - Lido Bettarini, pittore italiano (n. 1927)
- 9 maggio - Massimo Dolazza, politico italiano (n. 1949)
- 9 maggio - Marco Forti, critico letterario e curatore editoriale italiano (n. 1925)
- 9 maggio - Arif Məlikov, compositore azero (n. 1933)
- 9 maggio - Allene Roberts, attrice statunitense (n. 1928)
- 9 maggio - Alvin Sargent, sceneggiatore statunitense (n. 1927)
- 10 maggio - Maurizio Ancidoni, attore italiano (n. 1958)
- 10 maggio - Luigi Di Gianni, regista e sceneggiatore italiano (n. 1926)
- 10 maggio - Vincenzo Falsetti, paroliere, scrittore e poeta italiano (n. 1932)
- 10 maggio - Gérard Fossoud, calciatore francese (n. 1935)
- 10 maggio - Domenico Padovano, vescovo cattolico italiano (n. 1940)
- 10 maggio - Miguel Ángel Repetto, fumettista argentino (n. 1929)
- 10 maggio - Alfredo Pérez Rubalcaba, chimico e politico spagnolo (n. 1951)
- 10 maggio - Quitman Sullins, cestista statunitense (n. 1934)
- 11 maggio - Silver King, wrestler e attore messicano (n. 1968)
- 11 maggio - Jean-Claude Brisseau, regista, produttore cinematografico e sceneggiatore francese (n. 1944)
- 11 maggio - Gianni De Michelis, politico italiano (n. 1940)
- 11 maggio - Peggy Lipton, attrice statunitense (n. 1946)
- 11 maggio - Mina Mangal, giornalista e attivista afghana (n. 1992)
- 11 maggio - Angela Eugenia Nonnis, politica italiana (n. 1958)
- 11 maggio - Renée Reggiani, scrittrice e giornalista italiana (n. 1925)
- 11 maggio - Renato Valenti, calciatore italiano (n. 1929)
- 11 maggio - Carlo Vita, scrittore e giornalista italiano (n. 1925)
- 12 maggio - Leonard L. Bailey, chirurgo statunitense (n. 1942)
- 12 maggio - Giampiero Boneschi, direttore d'orchestra, compositore e arrangiatore italiano (n. 1927)
- 12 maggio - Klara Guseva, pattinatrice di velocità su ghiaccio sovietica (n. 1937)
- 12 maggio - Machiko Kyō, attrice giapponese (n. 1924)
- 12 maggio - Viktor Manakov, pistard russo (n. 1960)
- 12 maggio - Nasrallah Pierre Sfeir, cardinale e patriarca cattolico libanese (n. 1920)
- 12 maggio - Alan Skirton, calciatore inglese (n. 1939)
- 12 maggio - José Terrón, attore spagnolo (n. 1939)
- 13 maggio - Lajos Faragó, calciatore ungherese (n. 1932)
- 13 maggio - Stanton T. Friedman, fisico e saggista statunitense (n. 1934)
- 13 maggio - Doris Day, attrice e cantante statunitense (n. 1922)
- 13 maggio - Roberto Quercetani, giornalista italiano (n. 1922)
- 13 maggio - Francesco Stella, politico italiano (n. 1955)
- 13 maggio - Nebojša Vučković, allenatore di calcio e calciatore serbo (n. 1949)
- 13 maggio - Werner Weist, calciatore tedesco (n. 1949)
- 14 maggio - Tim Conway, attore e comico statunitense (n. 1933)
- 14 maggio - Gianluigi Gabetti, dirigente d'azienda italiano (n. 1924)
- 14 maggio - Sven Lindqvist, scrittore svedese (n. 1932)
- 14 maggio - Ruggero Lolini, compositore italiano (n. 1932)
- 14 maggio - Remig Stumpf, ciclista su strada e pistard tedesco (n. 1966)
- 14 maggio - Barbara York Main, aracnologa australiana (n. 1929)
- 15 maggio - Bobby Diamond, attore e avvocato statunitense (n. 1943)
- 15 maggio - Charles Kittel, fisico statunitense (n. 1916)
- 15 maggio - Juan Antonio Menéndez Fernández, vescovo cattolico spagnolo (n. 1957)
- 15 maggio - Herminio Teves, politico filippino (n. 1920)
- 15 maggio - Giorgio Valentinuzzi, calciatore e allenatore di calcio italiano (n. 1931)
- 16 maggio - Nikolai Baturin, romanziere, drammaturgo e illustratore estone (n. 1936)
- 16 maggio - Paolo Ciarchi, chitarrista italiano (n. 1942)
- 16 maggio - Bob Hawke, politico australiano (n. 1929)
- 16 maggio - Sepp Innerhofer, terrorista italiano (n. 1928)
- 16 maggio - Ashley Massaro, wrestler e modella statunitense (n. 1979)
- 16 maggio - Ieoh Ming Pei, architetto cinese (n. 1917)
- 16 maggio - Geoff Toseland, calciatore inglese (n. 1931)
- 16 maggio - Kjell Wangen, calciatore norvegese (n. 1942)
- 17 maggio - Paulius Antanas Baltakis, vescovo cattolico lituano (n. 1925)
- 17 maggio - Amedeo Giovanni Conte, filosofo italiano (n. 1934)
- 17 maggio - Italo Del Negro, calciatore italiano (n. 1940)
- 17 maggio - Neville Lederle, pilota automobilistico sudafricano (n. 1938)
- 17 maggio - Mario Mazzoni, calciatore e allenatore di calcio italiano (n. 1931)
- 17 maggio - Antonio Panizzolo, calciatore italiano (n. 1930)
- 17 maggio - Herman Wouk, scrittore statunitense (n. 1915)
- 18 maggio - Jean Beaudin, regista, sceneggiatore e montatore canadese (n. 1939)
- 18 maggio - Manfred Burgsmüller, calciatore tedesco occidentale (n. 1949)
- 18 maggio - Jürgen Kissner, pistard tedesco (n. 1942)
- 18 maggio - Gabriella Leto, scrittrice, poetessa e traduttrice italiana (n. 1930)
- 18 maggio - Amiran Skhiereli, cestista sovietico (n. 1941)
- 18 maggio - Tomonori Toyofuku, scultore e designer giapponese (n. 1925)
- 19 maggio - Nanni Balestrini, poeta, scrittore e saggista italiano (n. 1935)
- 19 maggio - Gabriel Bermúdez Castillo, autore di fantascienza spagnolo (n. 1934)
- 19 maggio - Bogdan Konopka, fotografo e critico d'arte polacco (n. 1953)
- 19 maggio - Amédée Grab, vescovo cattolico svizzero (n. 1930)
- 19 maggio - Ingemar Hedberg, canoista svedese (n. 1920)
- 20 maggio - Niki Lauda, pilota automobilistico, imprenditore e dirigente sportivo austriaco (n. 1949)
- 20 maggio - Giuseppe Panella, filosofo, saggista e poeta italiano (n. 1955)
- 20 maggio - Staffan Stockenberg, tennista svedese (n. 1931)
- 21 maggio - Lawrence Carroll, pittore statunitense (n. 1954)
- 21 maggio - Raimondo Milia, avvocato, politico e dirigente sportivo italiano (n. 1923)
- 21 maggio - Glauco Sansovini, politico sammarinese (n. 1938)
- 21 maggio - Binyavanga Wainaina, scrittore e giornalista keniota (n. 1971)
- 22 maggio - Ahmad Shah di Pahang, sovrano malaysiano (n. 1930)
- 22 maggio - Valentino Battisti, cestista italiano (n. 1959)
- 22 maggio - Tony Gennari, cestista statunitense (n. 1942)
- 22 maggio - Joar Hoff, dirigente sportivo, allenatore di calcio e calciatore norvegese (n. 1939)
- 22 maggio - Flaminia Jandolo, attrice, doppiatrice e direttrice del doppiaggio italiana (n. 1930)
- 22 maggio - Judith Kerr, scrittrice, illustratrice e sceneggiatrice tedesca (n. 1923)
- 22 maggio - Wilfredo Peláez, cestista uruguaiano (n. 1930)
- 22 maggio - Maurizio Torrini, storico della filosofia italiano (n. 1942)
- 23 maggio - Ugo Amicosante, tiratore a segno italiano (n. 1930)
- 23 maggio - Bobby Joe Long, serial killer e militare statunitense (n. 1953)
- 23 maggio - Alberico Motta, fumettista e illustratore italiano (n. 1937)
- 23 maggio - Michele Pistillo, politico italiano (n. 1926)
- 23 maggio - Zlatko Škorić, calciatore jugoslavo (n. 1941)
- 23 maggio - Carlos Verga, cestista argentino
- 24 maggio - Gianfranco Bozzao, calciatore e allenatore di calcio italiano (n. 1936)
- 24 maggio - Ettore Casari, logico italiano (n. 1933)
- 24 maggio - Murray Gell-Mann, fisico statunitense (n. 1929)
- 24 maggio - Oleg Golovanov, canottiere sovietico (n. 1934)
- 24 maggio - Aldo Pagani, musicista, compositore e produttore discografico italiano (n. 1932)
- 24 maggio - Manuel Pazos, calciatore spagnolo (n. 1930)
- 25 maggio - Paolo Babbini, politico italiano (n. 1935)
- 25 maggio - Claus von Bülow, avvocato e socialite britannico (n. 1926)
- 25 maggio - Joseph Anthony Galante, vescovo cattolico statunitense (n. 1938)
- 25 maggio - Rene Goulet, wrestler canadese (n. 1932)
- 25 maggio - Sergio Claudio Perroni, scrittore, curatore editoriale e drammaturgo italiano (n. 1956)
- 25 maggio - Nicolae Pescaru, calciatore rumeno (n. 1943)
- 26 maggio - Bart Starr, giocatore di football americano statunitense (n. 1934)
- 26 maggio - Stephen Thorne, attore britannico (n. 1935)
- 26 maggio - Prem Tinsulanonda, politico e generale thailandese (n. 1920)
- 26 maggio - Vittorio Zucconi, giornalista e scrittore italiano (n. 1944)
- 27 maggio - Bill Buckner, giocatore di baseball statunitense (n. 1949)
- 27 maggio - Aharon Razin, biochimico israeliano (n. 1935)
- 27 maggio - Alan Smith, calciatore inglese (n. 1921)
- 27 maggio - François Weyergans, scrittore e regista belga (n. 1941)
- 28 maggio - Fabio Calzavara, politico italiano (n. 1950)
- 28 maggio - Carmine Caridi, attore statunitense (n. 1934)
- 28 maggio - Innocenzo Chatrian, fondista italiano (n. 1927)
- 28 maggio - Alix Fils-Aimé, politico haitiano
- 28 maggio - Loris Lonardi, calciatore italiano (n. 1932)
- 28 maggio - Apolo Nsibambi, politico ugandese (n. 1940)
- 28 maggio - Edward Seaga, politico giamaicano (n. 1930)
- 29 maggio - Giuseppe Alleruzzo, mafioso e collaboratore di giustizia italiano (n. 1935)
- 29 maggio - Giancarlo Bolognini, politico e dirigente sportivo italiano (n. 1938)
- 29 maggio - Alberto Destrieri, attore teatrale italiano (n. 1946)
- 29 maggio - Bayram Şit, lottatore turco (n. 1930)
- 30 maggio - Patricia Bath, oculista, filantropa e inventrice statunitense (n. 1942)
- 30 maggio - Michel Canac, sciatore alpino francese (n. 1956)
- 30 maggio - Thad Cochran, politico statunitense (n. 1937)
- 30 maggio - Leon Redbone, cantautore statunitense (n. 1949)
- 30 maggio - Frank Lucas, mafioso e collaboratore di giustizia statunitense (n. 1930)
- 30 maggio - Anthony Price, scrittore britannico (n. 1928)
- 30 maggio - Vincenzo Romano Salvia, pittore italiano (n. 1935)
- 30 maggio - Giuseppe Sandri, vescovo cattolico e missionario italiano (n. 1946)
- 30 maggio - Andrew Sinclair, scrittore, storico e biografo britannico (n. 1935)
- 30 maggio - Ante Sirković, calciatore jugoslavo (n. 1944)
- 30 maggio - Christa Welger, atleta paralimpica, arciera e nuotatrice tedesca (n. 1939)
- 31 maggio - Roky Erickson, cantante, compositore e chitarrista statunitense (n. 1947)
- 31 maggio - Marco Giovanetti, pianista italiano (n. 1960)